# جورج أرايا
جورج أرايا (بالإسبانية: Jorge Araya)‏ (25 مارس 1996 بسانتياغو في تشيلي - ) هو لاعب كرة قدم تشيلي في مركز الوسط. لعب مع كولو-كولو.

## وصلات خارجية
- جورج أرايا على موقع قاعدة بيانات كرة القدم.إي يو (الإنجليزية)
- جورج أرايا على موقع Soccerway.com (الإنجليزية)
- جورج أرايا على موقع عالم كرة القدم.نت (الإنجليزية)
- جورج أرايا على موقع AS.com (الإسبانية)